# Улица Николая Столбова (Казань)
Улица Николая Столбова (тат. Николай Столбов урамы, Nikolay Stolbov uramı) — улица в Вахитовском районе Казани. Названа в честь Героя Советского Союза Николая Столбова (1910-1942), жившего на этой улице.

## География
Пересекается со следующими  улицами:
- улица Галиасгара Камала
- улица Парижской Коммуны

## История
Возникла в первой половине XX века и была названа Гаражной улицей, так как на улице появились первые в Казани автомобильные гаражи; до своего возникновения была частью Сенной площади. 13 марта 1965 года улице было присвоено современное название.

## Примечательные объекты
- чётная сторона улицы — сад им. Кирова.[5]
- №№1/3, 3, 5, 7, 9 — лавки Сенного базара[6] (снесены)